# Haunted (Six Feet Under)
Denna artikel handlar om musikalbumet, för boken se Haunted (bok)
Haunted är death metal-bandet Six Feet Unders första fullängdsalbum och gruppens debutalbum. Albumet släpptes den 26 september 1995 genom Metal Blade Records.
Albumet spelades in Morrisound Studios i Tampa i Florida av Scott Burns. Spåret "Suffering in Ecstasy" är tillägnat minnet av Mark Hauser (1957–1995). Albumomslaget är taget från filmen The Haunting of Morella från 1990. Chris Barnes var fortfarande med i death metal-bandet Cannibal Corpse när skivan spelades in. Six Feet Under sågs bara som ett sidoprojekt av Barnes och Allen West, men efter att skivan givits ut, ville Barnes att Six Feet Under skulle bli ett mera seriöst projekt.

## Låtförteckning
Alla låtar är skrivna av Chris Barnes och Allen West.
| Nr           | Titel                | Längd |
| ------------ | -------------------- | ----- |
| 1.           | The Enemy Inside     | 4:17  |
| 2.           | Silent Violence      | 3:33  |
| 3.           | Lycanthropy          | 4:41  |
| 4.           | Still Alive          | 4:04  |
| 5.           | Beneath a Black Sky  | 2:50  |
| 6.           | Human Target         | 3:30  |
| 7.           | Remains of You       | 3:22  |
| 8.           | Suffering in Ecstasy | 2:44  |
| 9.           | Tomorrow's Victim    | 3:34  |
| 10.          | Torn to the Bone     | 2:46  |
| 11.          | Haunted              | 3:10  |
| Total längd: | Total längd:         | 38:37 |

## Medverkande
Musiker (Six Feet Under-medlemmar)
- Chris Barnes − sång, bakgrundssång
- Allen West − gitarr
- Terry Butler − basgitarr
- Greg Gall − trummor

Produktion
- Scott Burns – producent, ljudtekniker, mixning
- Brian Slagel – producent
- Eddy Schreyer – mastering (Future Disc, Hollywood, Kalifornien)
- Chris Coxwell - bandfoto
- Ann-Marie Blood – övriga foton
- Brian J. Ames – omslagsdesign
- Jim Warren – omslagskonst